# Polineuropatia
Polineuropatia (lub zespół obwodowy) to zespół uszkodzenia nerwów obwodowych. Może mieć wiele przyczyn:
- choroby zakaźne
- toksyny
- cukrzyca
- alkoholizm
- niedobór witaminy B12
- choroby autoimmunologiczne
- uwarunkowania genetyczne tzw. polineuropatia rodzinna
- inne

Polineuropatia obejmuje swym zasięgiem rozmaite procesy chorobowe mogące doprowadzić do uszkodzenia obwodowego układu nerwowego, który obejmuje nerwy obwodowe, sploty nerwowe i korzenie nerwowe. Wyróżnia się choroby związane z:
- uszkodzeniem jednego nerwu, splotu czy też korzenia
- niesymetryczne zajęcie kilku odległych od siebie nerwów
- symetryczne uszkodzenie wielu nerwów

Niezależnie od przyczyny choroby można wyróżnić różne zaburzenia w przebiegu zespołu obwodowego:
- zaburzenia ruchowe, wiotki niedowład mięśni z ich zanikiem, gdzie dochodzi do opadania rąk i stóp
- zaburzenia czuciowe – dotknięte chorobą są wszystkie rodzaje czucia, także odczuwanie wibracji, a objawy mają charakter postępujący, dotyczą zazwyczaj części ciała przykrytych rękawiczkami i skarpetkami
- zaburzenia o innym charakterze, np. zaburzenia funkcji zwieraczy czy zniesienie odruchów głębokich
- zaburzenia autonomiczne pod postacią suchej lub nadmiernie potliwej skóry i jej postępującemu rogowaceniu, zasinieniu i licznymi zmianami troficznymi, obejmującymi również paznokcie

Polineuropatie występują w różnych jednostkach chorobowych. Można tu wyróżnić między innymi:
1. polineuropatię cukrzycową, gdzie do zmian dochodzi w przebiegu cukrzycy
2. polineuropatię alkoholową
3. polineuropatyczne choroby dziedziczne np. strzałkowy zanik mięśni
4. polineuropatię w przebiegu porfirii
5. polineuropatie toksyczne i polekowe np. arsenowa lub talowa
6. polineuropatię ciążową
7. polineuropatie zakaźne i zapalne

## Klasyfikacja ICD10
| kod ICD10   | nazwa choroby                                             |
| ----------- | --------------------------------------------------------- |
| ICD-10: G60 | Dziedziczna i idiopatyczna polineuropatia                 |
| ICD-10: G61 | Polineuropatia zapalna                                    |
| ICD-10: G62 | Inne polineuropatie                                       |
| ICD-10: G63 | Polineuropatie w chorobach sklasyfikowanych gdzie indziej |
| ICD-10: G64 | Inne zaburzenia obwodowego układu nerwowego               |

Przeczytaj ostrzeżenie dotyczące informacji medycznych i pokrewnych zamieszczonych w Wikipedii.